# STS-85
STS-85 est la vingt-troisième mission de la navette spatiale Discovery, lancée le 19 août 1997.

## Équipage
- Commandant : Curtis L. Brown (4)  États-Unis
- Pilote : Kent V. Rominger (3)  États-Unis
- Spécialiste de mission : Nancy Jan Davis (3)  États-Unis
- Spécialiste de mission : Stephen K. Robinson (1)  États-Unis
- Spécialiste de mission : Robert Curbeam (1)  États-Unis
- Spécialiste de la charge utile : Bjarni Tryggvason (1)  Canada du CSA

- - Note: Jeffrey S. Ashby était à l'origine désigné comme pilote pour cette mission qui devait être son premier vol. Mais il a dû se retirer de cette mission pour rester au chevet de sa femme atteinte d'un cancer. Il a été remplacé par Kent Rominger et fera partie de la mission STS-93.

Le chiffre entre parenthèses indique le nombre de vols spatiaux effectués par l'astronaute au moment de la mission.

## Paramètres de la mission
- Masse :
  - Navette au décollage : ? kg
  - Navette à vide : ? kg
  - Chargement: 9 191 kg
- Périgée : 249 km
- Apogée : 261 km
- Inclinaison : 57,0°
- Période : 89,6 min

## Objectifs
L'objectif de la mission était des observations de la Terre et une surveillance du climat.

## Mission
STS-85 transportait un ensemble de charges utiles dans sa soute destinées à une mission d'observation de la Terre ainsi qu'à l'assemblage de la Station spatiale internationale : les Cryogenic Infrared Spectrometers and Telescopes for the Atmosphere-Shuttle Pallet Satellite-2 (CRISTA-SPAS-02), le Japanese Manipulator Flight Development (MFD), le Technology Applications and Science-01 (TAS-1) and l'International Extreme Ultraviolet Hitchhiker-02 (IEH-02). 
Il s'agissait aussi du deuxième vol de la charge utile CRISTA-SPAS. CRISTA-SPAS-02 représentait également la quatrième mission d'une coopération entre l'Agence spatiale allemande (DARA) et la NASA.